# Tristán e Isolda (película de 2002)
Tristán e Isolda es una película francesa de 2002. Está basada en la leyenda del ciclo arturiano «Tristán e Isolda», que cuenta el idilio entre el caballero de la mesa redonda Tristán y la bella princesa irlandesa Isolda.